# Siegfried Betz
Siegfried Betz (* 10. August 1943) ist ein deutscher Badmintonspieler.

## Karriere
Siegfried Betz wurde 1962, 1964, 1965, 1966 und 1967 mit dem MTV München von 1879 Deutscher Mannschaftsmeister. In den Einzeldisziplinen gewann er 1969 Gold im Einzel und 1970 Gold im Doppel bei deutschen Meisterschaften. International war er bei den Austrian International und den Czechoslovakian International erfolgreich. 1970 erkämpfte er sich Bronze bei der Europameisterschaft im Herrendoppel mit Roland Maywald.

## Sportliche Erfolge
| Saison    | Veranstaltung                     | Disziplin    | Platz | Name |
| --------- | --------------------------------- | ------------ | ----- | --- |
| 1962/1963 | Deutsche Mannschaftsmeisterschaft | Mannschaft   | 2     | MTV München 1879 (Franz Beinvogl, Günter Ledderhos, Siegfried Betz, Rupert Liebl, Ursula Verhoefen, Anke Witten)                          |
| 1963/1964 | Deutsche Mannschaftsmeisterschaft | Mannschaft   | 1     | MTV München 1879 (Franz Beinvogl, Günter Ledderhos, Siegfried Betz, Rupert Liebl, Ursula Verhoefen, Anke Witten)                          |
| 1964/1965 | Deutsche Einzelmeisterschaft      | Mixed        | 1     | Siegfried Betz / Anke Witten (MTV München 1879)                                                                                           |
| 1964/1965 | Deutsche Mannschaftsmeisterschaft | Mannschaft   | 1     | MTV München 1879 (Franz Beinvogl, Siegfried Betz, Erich Eikelkamp, Günter Ledderhos, Ursula Verhoefen, Anke Witten)                       |
| 1964/1965 | Deutsche Einzelmeisterschaft      | Herreneinzel | 2     | Siegfried Betz (MTV München 1879) |
| 1965/1966 | Deutsche Mannschaftsmeisterschaft | Mannschaft   | 1     | MTV München 1879 (Franz Beinvogl, Siegfried Betz, Rupert Liebl, Erich Eikelkamp, Heidi Menacher, Anke Witten)                             |
| 1965/1966 | Deutsche Einzelmeisterschaft      | Mixed        | 2     | Siegfried Betz / Anke Witten (MTV München 1879)                                                                                           |
| 1965/1966 | Süddeutsche Einzelmeisterschaft   | Herreneinzel | 1     | Siegfried Betz (MTV München 1879) |
| 1965/1966 | Süddeutsche Einzelmeisterschaft   | Mixed        | 1     | Siegfried Betz / Anke Witten (MTV München 1879)                                                                                           |
| 1966/1967 | Deutsche Einzelmeisterschaft      | Mixed        | 3     | Siegfried Betz / Anke Witten (MTV München 1879)                                                                                           |
| 1966/1967 | Deutsche Mannschaftsmeisterschaft | Mannschaft   | 1     | MTV München 1879 (Franz Beinvogl, Siegfried Betz, Erich Eikelkamp, Rupert Liebl, Hans Sandager, Anke Witten, Lydia Ledderhos, Inge Mönch) |
| 1966/1967 | Süddeutsche Einzelmeisterschaft   | Mixed        | 1     | Siegfried Betz / Anke Witten (MTV München 1879)                                                                                           |
| 1966/1967 | Deutsche Einzelmeisterschaft      | Herreneinzel | 3     | Siegfried Betz (MTV München 1879) |
| 1967      | Austrian International            | Mixed        | 1     | Siegfried Betz / Anke Witten |
| 1967      | Austrian International            | Herrendoppel | 1     | Franz Beinvogl / Siegfried Betz |
| 1967/1968 | Deutsche Einzelmeisterschaft      | Mixed        | 2     | Siegfried Betz / Anke Witten-Betz (MTV München 1879)                                                                                      |
| 1967/1968 | Süddeutsche Einzelmeisterschaft   | Herrendoppel | 1     | Siegfried Betz / Kaiser (MTV München 1879)                                                                                                |
| 1967/1968 | Deutsche Mannschaftsmeisterschaft | Mannschaft   | 2     | MTV München 1879 (Franz Beinvogl, Siegfried Betz, Erich Eikelkamp, Rupert Liebl, Anke Witten, Heidi Menacher)                             |
| 1968/1969 | Süddeutsche Einzelmeisterschaft   | Herreneinzel | 1     | Siegfried Betz (MTV München 1879) |
| 1968/1969 | Deutsche Einzelmeisterschaft      | Herreneinzel | 1     | Siegfried Betz (MTV München 1879) |
| 1968/1969 | Deutsche Einzelmeisterschaft      | Mixed        | 2     | Siegfried Betz / Anke Witten-Betz (MTV München 1879)                                                                                      |
| 1969      | Austrian International            | Herreneinzel | 1     | Siegfried Betz |
| 1969/1970 | Deutsche Einzelmeisterschaft      | Herrendoppel | 1     | Siegfried Betz / Torsten Winter (MTV München 1879 / PSV Grün-Weiß Wiesbaden)                                                              |
| 1970      | Europameisterschaft               | Herrendoppel | 3     | Siegfried Betz / Roland Maywald |
| 1970/1971 | Süddeutsche Einzelmeisterschaft   | Herreneinzel | 1     | Siegfried Betz (MTV München 1879) |
| 1970/1971 | Süddeutsche Einzelmeisterschaft   | Herrendoppel | 1     | Siegfried Betz / Boeckh (MTV München 1879 / PSV Würzburg)                                                                                 |
| 1971      | Austrian International            | Herrendoppel | 1     | Franz Beinvogl / Siegfried Betz |
| 1971      | Austrian International            | Mixed        | 1     | Siegfried Betz / Anke Betz |
| 1972      | Czechoslovakian International     | Herrendoppel | 1     | Siegfried Betz / Franz Beinvogl |
| 1973      | Czechoslovakian International     | Herrendoppel | 1     | Siegfried Betz / Franz Beinvogl |
| 1974      | Czechoslovakian International     | Herrendoppel | 1     | Siegfried Betz / Franz Beinvogl |
| 1974      | Austrian International            | Herrendoppel | 1     | Franz Beinvogl / Siegfried Betz |

## Referenzen
- Martin Knupp: Deutscher Badminton Almanach, Eigenverlag/Deutscher Badminton-Verband (2003), 230 Seiten

| Personendaten    | Personendaten              |
| ---------------- | -------------------------- |
| NAME             | Betz, Siegfried            |
| KURZBESCHREIBUNG | deutscher Badmintonspieler |
| GEBURTSDATUM     | 10. August 1943            |